# 1338

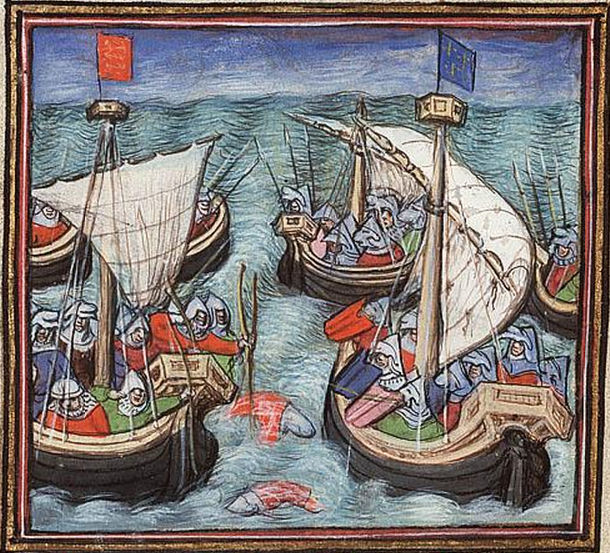
Slag bij Arnemuiden

Het jaar 1338 is het 38e jaar in de 14e eeuw volgens de christelijke jaartelling.

## Gebeurtenissen
januari
- 3 - In Gent kiest de opstandige bevolking een bestuur van vijf hoofdmannen onder leiding van Jacob van Artevelde.

maart
- maart - Het Franse leger plundert de Engelse kustplaats Southampton. Vervolgens komen Sandwich en Winchelsea aan de beurt. De Franse admiraal Hugues Quiéret brengt de Engelsen een zware nederlaag toe door hun schepen te verbranden bij Bristol en Plymouth.

juni
- 10 - Na een beleg van vijf maanden geven de Engelsen het beleg van Dunbar Castle op dat verdedigd werd door Agnes Randolph.

juli
- 23 - Bij een stadsbrand in Dordrecht gaan onder andere het schepenhuis en waarschijnlijk ook de Tolhuispoort, het Minderboedersklooster en het Heilig Sacramentsgasthuis in vlammen op.
- 25 - Peter IV van Aragon trouwt met Maria van
Évreux.

september
- 23 - Slag bij Arnemuiden: Een Franse overmacht overmeestert een Engelse vloot die wol naar Vlaanderen vervoert. De lading en vijf schepen worden veroverd en de gevangen Engelsen worden uitgemoord.

oktober
- 13 - Door problemen met de dorpsheer van Celles worden de relieken van Hadelinus van Celles op aanwijzing van de prins-bisschop van Luik overgebracht naar de kerk van Wezet nabij Luik.

zonder datum
- Komyo benoemt Ashikaga Takauji tot shogun.
- De abdij Mariënkroon nabij Heusden en Nieuwkuijk wordt gesticht.

## Opvolging
- kanaat van Chagatai - Changshi opgevolgd door Yesun Temur
- Gorizia - Jan Hendrik IV opgevolgd door zijn neven Hendrik V, Meinhard VI en Albert III
- Monferrato - Theodoor I opgevolgd door zijn zoon Johan II

## Geboren
- 2 januari - Jean d'Outremeuse, Luiks kroniekschrijver
- 21 januari - Karel V, koning van Frankrijk (1364-1380)
- 3 februari - Jeanne van Bourbon, echtgenote van Karel V
- 4 februari - Lodewijk, koning van Sicilië (1342-1355)
- 16 maart - Thomas Beauchamp, Engels edelman
- 23 maart - Go-Kogon, tegenkeizer van Japan (1352-1371)
- 29 november - Lionel van Antwerpen, Engels prins
- Niccolò II d'Este, heer van Ferrara, Modena en Parma
- Albrecht van Mecklenburg, koning van Zweden (1364-1389) (jaartal bij benadering)
- Tvrtko I, ban en koning van Bosnië (1353-1391) (jaartal bij benadering)

## Overleden
- 17 maart - Jan Hendrik IV (~15), graaf van Gorizia
- 24 april - Theodoor I (~46), markgraaf van Monferrato
- 4 augustus - Thomas van Brotherton (38), Engels prins
- 3 september - Anna van Luxemburg, echtgenote van Otto van Oostenrijk
- Maria van Brabant (~60), echtgenote van Amadeus V van Savoye